# Abtei Lérins

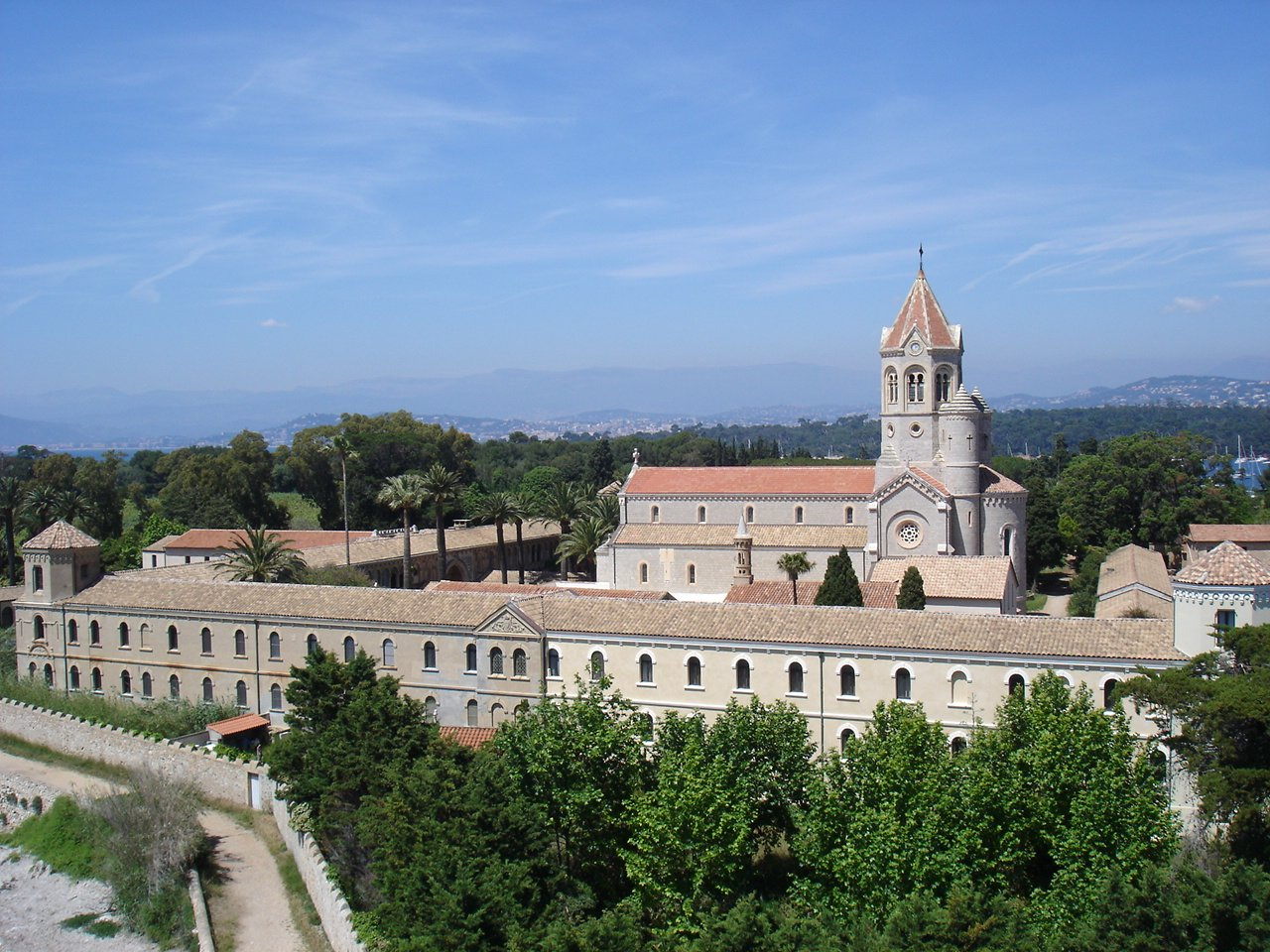
Zisterzienser-Abtei Lérins

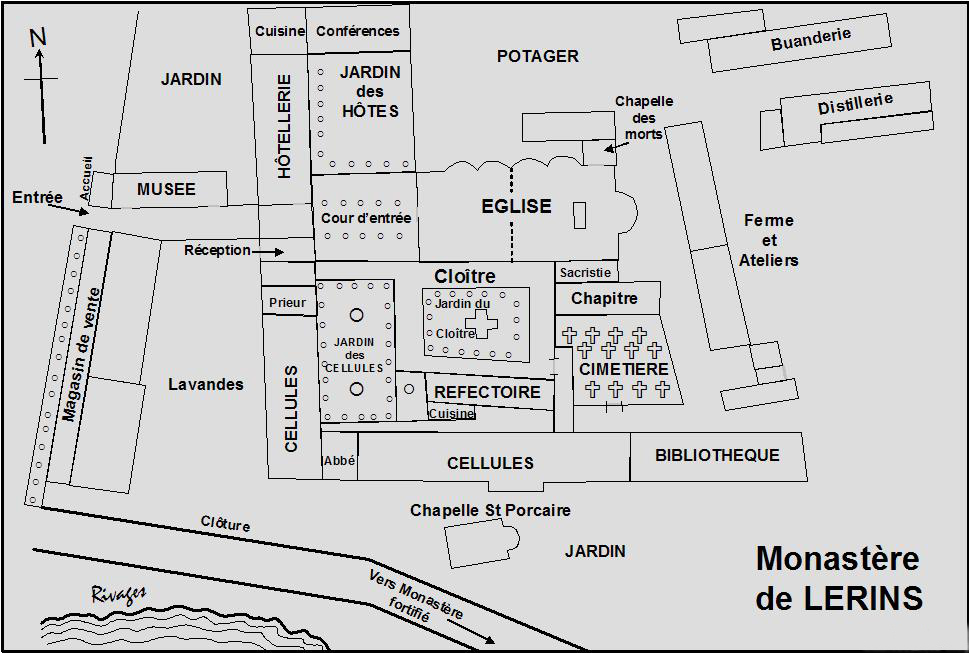
Grundriss der Klosteranlage im 19. Jahrhundert

Die Abtei Notre-Dame de Lérins (lat. Abbatia B.M.V. de Lerina) ist ein Zisterzienser-Kloster auf der Insel Saint-Honorat, einer der Îles de Lérins an der Côte d’Azur in der Nähe von Cannes. Seit dem 5. Jahrhundert lebt dort eine monastische Gemeinschaft, die ältesten der derzeitigen Klostergebäude stammen aus dem 11. bis 14. Jahrhundert. Seit dem Jahr 1840 ist die Abtei als Monument historique klassifiziert.

## Geschichte
Die Insel war unbewohnt, bis Honoratus von Arles († 430), ein Schüler des Einsiedlers Caprasius, etwa um 400/410 dort ein Kloster gründete. Der Überlieferung nach beabsichtigte Honoratus, auf der Insel als Eremit zu leben, war aber bald von Jüngern umgeben, die eine monastische Gemeinschaft bildeten.
Lérins wurde schnell zu einem der bedeutendsten Häuser des abendländischen Mönchtums, Johannes Cassianus schrieb, dass das Kloster bereits im Jahr 427 gewaltige Ausmaße angenommen hatte. Honoratus verfasste die Klosterregel für Lérins, die „Regel der vier Väter“, die als älteste Klosterregel Galliens gilt. Einer weiteren Überlieferung nach lebte der heilige Patrick von Irland im 5. Jahrhundert in dem Kloster. Aus der Abtei kamen in dieser Zeit so viele Bischöfe, dass das Lérins auch „Pflanzschule der Bischöfe“ genannt wurde. Der Kirchenvater Vinzenz von Lérins († um 445) wohnte ebenfalls auf der Insel, ebenso der spätere Bischof Caesarius von Arles.
Der heilige Nazarius (Saint Nazaire) war der 14. Abt von Lérins vermutlich zur Zeit des Königs Chlothar II. (584–629); er zerstörte einen Venus-Tempel bei Cannes und gründete an gleicher Stelle ein Frauenkloster, das im 8. Jahrhundert von den Sarazenen zerstört wurde. Abt Aygulf versuchte in den 660er Jahren, die Klosterregel des Honoratus durch die Benediktinerregel zu ersetzen, die tatsächlich aber erst Ende des Jahrhunderts angenommen wurde.

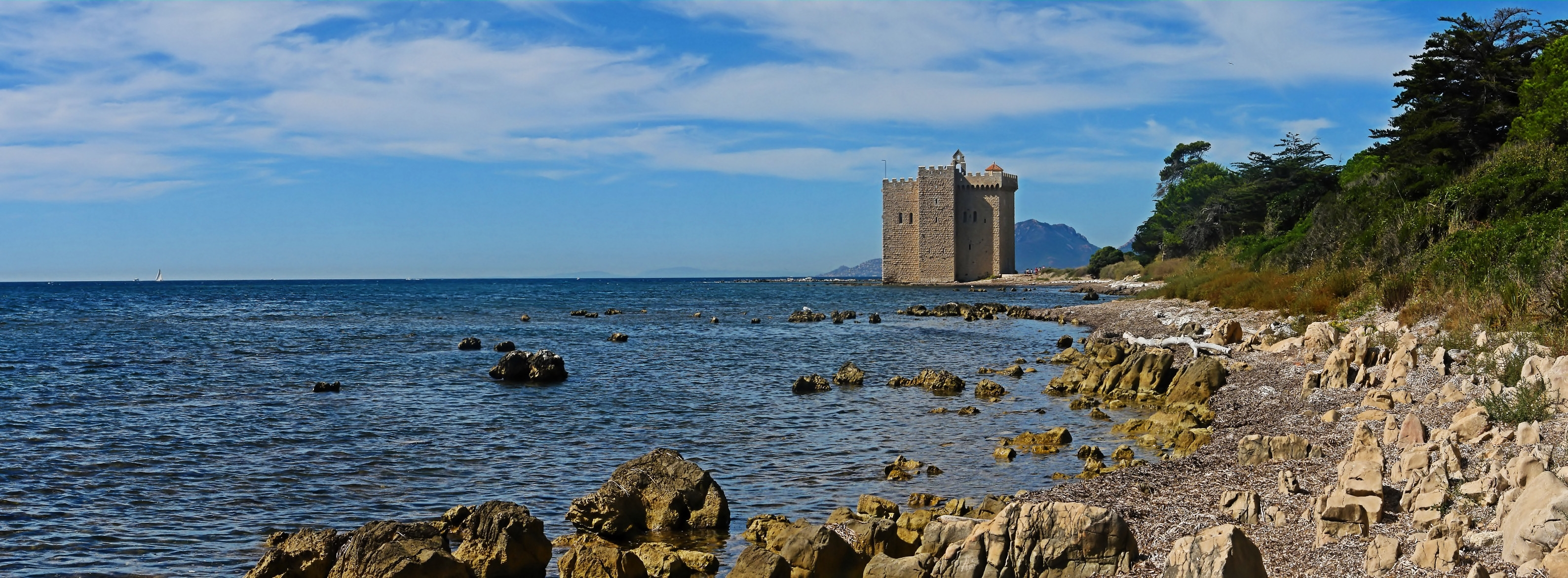
Fluchtburg im Südosten der Insel

In den folgenden Jahrhunderten wurde das monastische Leben auf der Insel mehrfach durch Überfälle, vor allem der Sarazenen und Piraten, unterbrochen. Im Jahr 732 wurden zahlreiche Mönche, darunter auch Abt Porcarius, bei einem derartigen Raubzug getötet. Das Kloster wurde danach von Elentherius wieder aufgebaut. Um das Jahr 1000 übernahm Lérins die Cluniazensische Reform. 1047 wurden die Mönche nach einem Überfall nach Spanien in Gefangenschaft geführt und erst durch ein Lösegeld des Abtes Ysam von Saint-Victor befreit.

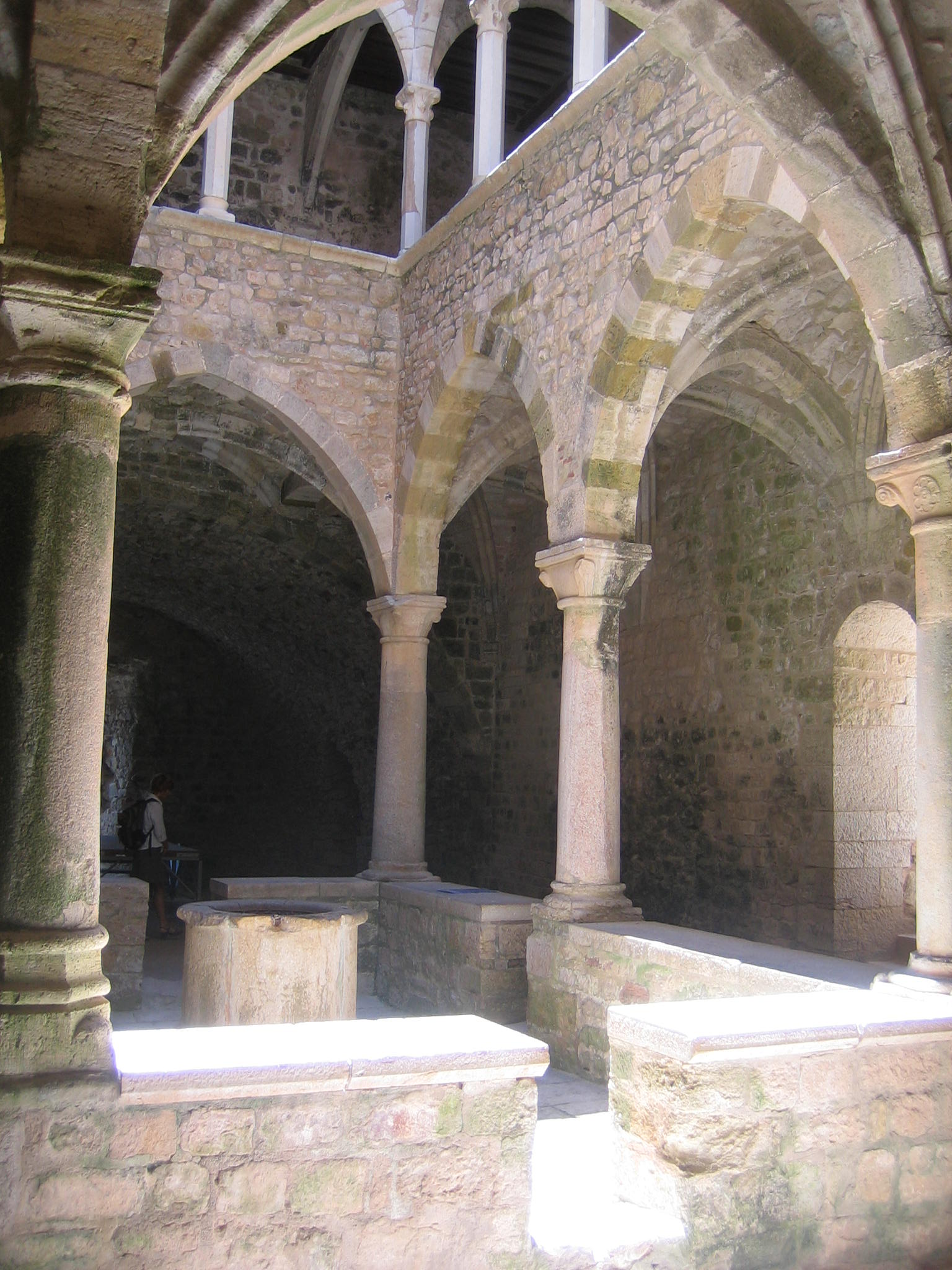
Kreuzgänge im Festungsturm

Vom 11. bis zum 14. Jahrhundert reagierte die Abtei auf die von der See her drohenden Gefahren. 1073 wurde ein befestigter Turm neben dem Kloster gebaut und 1181 zur Fluchtburg erweitert, deren vier Meter hoch gelegener Eingang nur mit einer Leiter erreichbar war. Das Innere des Hauptturms birgt einen doppelstöckigen Kreuzgang, in den Seitentürmen daneben befinden sich Kapelle, Schlafräume und der Vorratskeller der Festungsanlage. 1327 wurde durch eine Kette von Signalfeuern der Austausch von Informationen mit Le Suquet, der Altstadt von Cannes, ermöglicht. 1391 wurden die Honoratus-Reliquien nach Arles überführt. In dieser Zeit wurde das Kloster auch ein beliebtes Wallfahrtsziel, nachdem der Mönch Raymond Féraud mit seinem La Vida de Sant Honorat das Leben des Honoratus beschrieben hatte.
Im Jahr 1400 wurde die Abtei von genuesischen Piraten geplündert. Die Verteidigung der Insel erfolgte in der Zeit durch Söldner, später durch provenzalische (1437) und französische (1481) Truppen.
1464 wurde in Lérins das System der Kommendataräbte eingeführt, das mit Unterbrechungen bis zum Ende der Abtei gelten sollte. Gleichzeitig wurde die Abtei weiter von regulären Äbten geführt, die auf drei Jahre gewählt waren und deren unmittelbare oder auch spätere Wiederwahl möglich war. Abt Augustin Grimaldi († 1532) schaffte das System 1510 wieder ab, führte eine Klosterreform durch und schloss Lérins an die Cassinensische Kongregation an. 1533 (Franz I.) bis 1547 (Heinrich II.) war diese Mitgliedschaft ausgesetzt.

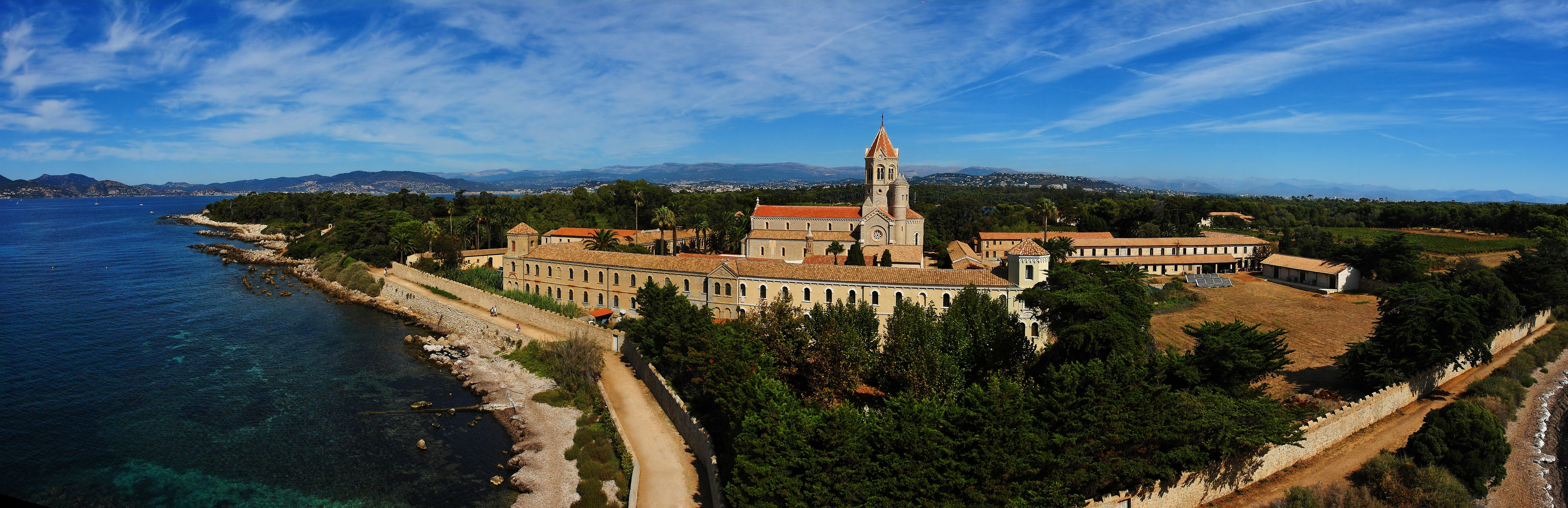
Blick vom Fluchtkloster auf die umschlossene Abtei Lérins

1635 wurde die Insel von den Spaniern erobert, die die Mönche vertrieben. Zwei Jahre später konnten sie aus ihrem Exil in Vallauris zurückkehren, nachdem die Franzosen die Insel trotz der Befestigungen, die die Spanier gebaut hatten, zurückerobern konnten. 1638 trat die Abtei auf königlichen Wunsch (Ludwig XIII. bzw. Kardinal Richelieu) aus der Cassinensischen Kongregation aus und der Congrégation de Saint-Maur bei. Allerdings machte König Ludwig XIV. (das heißt faktisch Kardinal Jules Mazarin) diesen Wechsel 1645 wieder rückgängig.

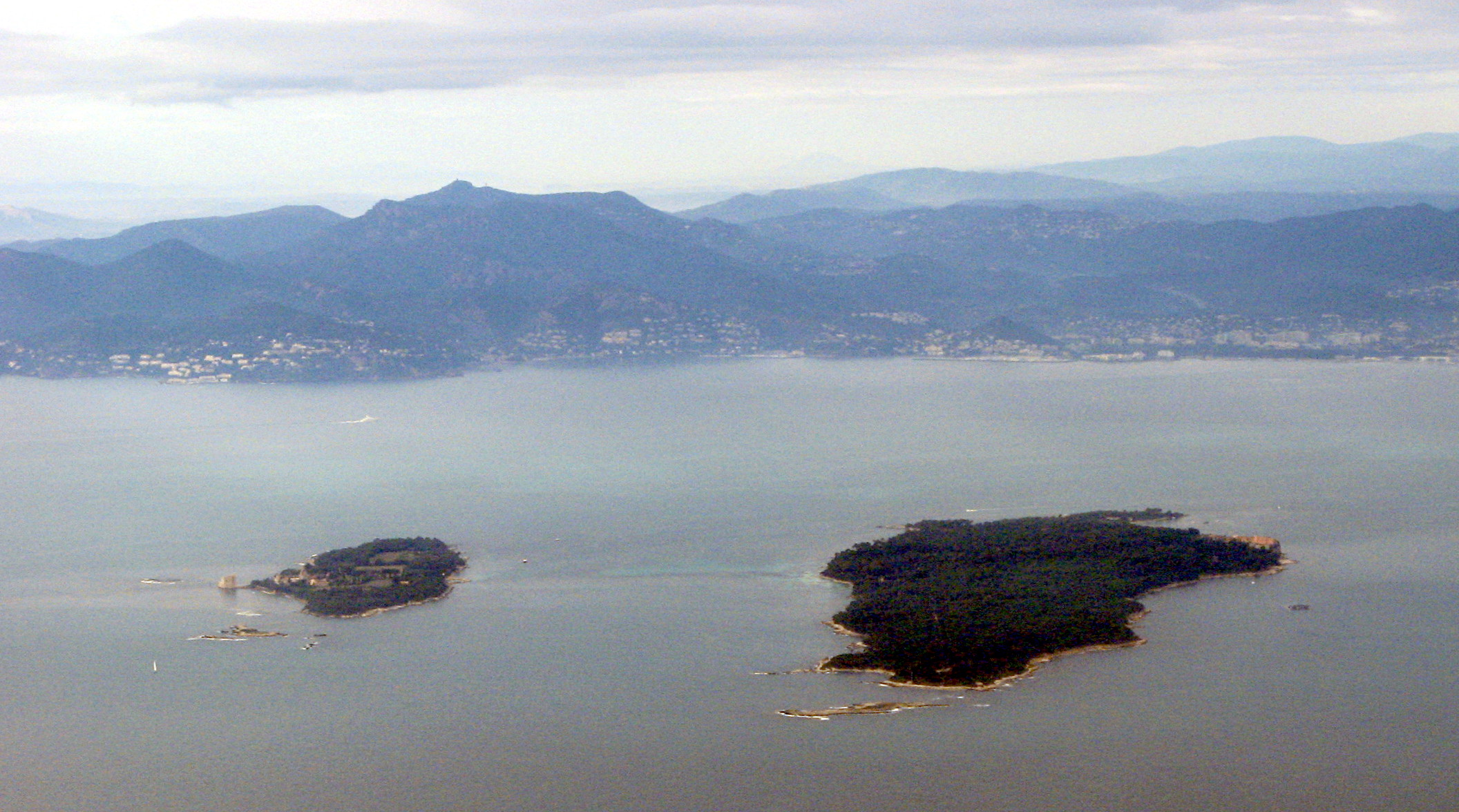
Îles de Lérins, rechts Sainte-Marguerite, links Saint-Honorat mit der Abbaye de Lérins und dem Monastère fortifié auf der Landzunge. Dahinter die Côte d’Azur bei Cannes.

Auch in den Jahren nach der Rückeroberung litt die Abtei unter spanischen und genuesischen Angriffen. 1756 trat die Abtei der Congrégation de l'ancienne observance de Cluny bei, doch konnte auch diese die Existenz des Klosters nicht mehr retten. Als die Zahl der Mönche auf vier gesunken war, wurde das Kloster im Jahr 1787, also kurz vor der Revolution, aufgelöst. Während der Revolution wurde die Insel zum Staatsbesitz und dann an die wohlhabende Schauspielerin Mademoiselle de Sainval (Marie Blanche Alziary de Roquefort) verkauft, die dort zwanzig Jahre lang lebte und das ehemalige Kloster zu ihrem Salon machte.
1859 kaufte der Bischof Henri Jordany von Fréjus die Insel zurück, um das Kloster neu zu gründen. Zehn Jahre später wurde mit Mönchen aus der Abtei Sénanque eine Zisterzienser-Gemeinschaft eingerichtet, die seitdem dort lebt und auf die ein Teil der heutigen Gebäude zurückgeht.

## Die Zisterzienseräbte seit 1869
- Marie-Bernard Barnouin, 1871–1888
- Colomban Legros, 1888–1911[1]
- Patrice Lerond, 1911–1917[2]
- Léonce Granet, 1918–1928[3]
- André Drilhon, 1928–1937[4]
- François d’Assise Causse, 1937–1945[5]
- Bernard Chalagiraud, 1945–1958
- Bernard de Terris, 1958–1989[6]
- Nicolas Aubertin, 1989–1998
- Vladimir Gaudrat, 1998–

## Persönlichkeiten
- Jakobus (Saint Jacques de Tarentaise, † 429), Heiliger, Bischof von Tarentaise
- Honoratus (Saint Honorat, † 430), Heiliger, Bischof von Arles
- Vinzenz von Lérins († um 445), Kirchenvater
- Hilarius (Saint Hilaire, † 449), Bischof von Arles
- Eucherius († um 450), um 434 Bischof von Lyon
- Maximus (Saint Maximin, † 455), Heiliger, 428 Abt von Lérins, Bischof von Riez
- Patrick (Saint Patrick, † 461), Heiliger
- Lupus (Saint Loup oder Saint Leu, † 478/479), Heiliger, Bischof von Troyes
- Salvian von Marseille († um 480), Heiliger, Kirchenvater, um 426 Mönch in Lérins
- Faustus (Saint Fauste, † um 495), 432 Abt von Lérins, Bischof von Riez
- Quinidius (Saint Quenin, 6. Jahrhundert), Heiliger, Bischof von Vaison-la-Romaine
- Thomas (6. Jahrhundert), Heiliger, Bischof von Tarentaise
- Antonius (Saint Antoine), Heiliger, dessen Lebens von Magnus Felix Ennodius beschrieben wurde (Vita Antonii monachi Lerinensis).
- Apollinarius (Apollinaire de Valence), Bischof von Valence 517–520
- Caesarius (Saint Césaire, † 543), Heiliger, Bischof von Arles
- Nazarius (Saint Nazaire), Heiliger, 14. Abt von Lérins um 600
- Benedict Biscop († 690), 665–667 Mönch in Lérins
- Aigulphus (Saint Aygulf, † um 675), Heiliger, um 661 Abt von Lérins
- Agricola (Saint Agricol d’Avignon, † 700), Heiliger, Bischof von Avignon
- Porcarius (Saint Porcaire, † 732), Abt von Lérins
- Bernhar, Bruder Adalhards und Walas, 801 und 814 als Mönch in Lérins bezeugt
- Adalbert († 1124), 1088 Abt von Lérins, 1103 Bischof von Albenga
- Guillaume d’Esclapon, Abt von Lérins, 1219–1235 Bischof von Gap
- Bernhard Ayglerius († 1282), 1256–1263 Abt von Lérins, dann Abt von Montecassino
- André de Plaisance († 1477), 1447 Abt von Lérins, 1464 Bischof von Sisteron,
- Isnard de Grasse du Bar († 1483), 1451 Bischof von Grasse, erster Kommendatarabt von Lérins
- Jean André Grimaldi († 1505), 1483 Bischof von Grasse, 1482 Abt von Lérins
- Augustin Grimaldi († 1532), Neffe von Jean André Grimaldi, 1501 Abt von Lérins, 1505 Bischof von Grasse, 1523 Herr von Monaco
- Jean du Bellay († 1560), 1532 Bischof von Paris, 1532 Abt von Lérins, 1535 Kardinal, 1541 Bischof von Limoges, 1544 Erzbischof von Bordeaux
- Charles de Lorraine, duc de Guise († 1640) 1611 Abt von Lérins, 1614 Kommendatarabt; dies wird von den Mönchen abgelehnt, man einigt sich darauf, dass der Duc de Guise die Île Sainte-Marguerite erhält
- Louis de Nogaret de La Valette d’Épernon († 1639) 1613–1627 Erzbischof von Toulouse, 1621 Kardinal, 1638 Abt von Lérins
- Armand de Bourbon, prince de Conti († 1666), 1644 Abt von Lérins
- Jules Mazarin († 1661), 1656 Abt von Lérins
- Louis de Vendôme, Kardinal, 1661–1670 Abt von Lérins ohne päpstliche Bestätigung
- Abraham Duquesne († 1688), eroberte 1637 die Insel von den Spaniern zurück
- Philippe de Bourbon, duc de Vendôme († 1727), 1670 Abt von Lérins ohne päpstliche Bestätigung
- Charles-Octavien d’Anthelmy, 1727–1752 Abt von Lérins, Bischof von Grasse
- Louis Sextius Jarente de La Bruyère († 1706), 1747 Bischof von Digne, 1752–1788 Abt von Lérins, 1759 Bischof von Orléans
- Joseph Antoine Henri Jordany, 1855–1876 Bischof von Fréjus, kauft die Abtei zurück
- Marie-Bernard Barnouin, von 1872 bis 1888 Gründungsabt der Zisterzienserabtei